# Kasteel Rochendaal

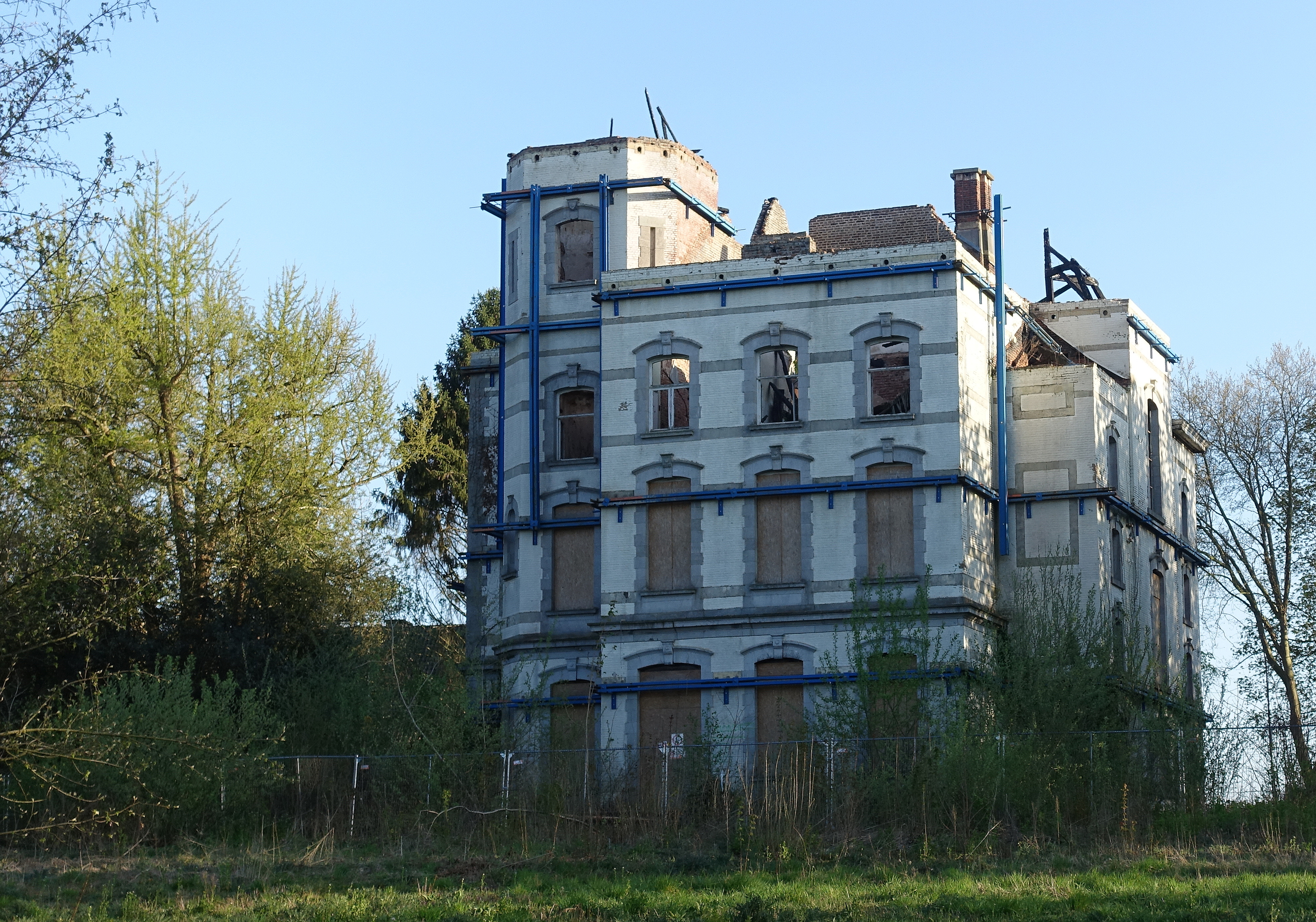
Kasteel Rochendaal in 2020

Kasteel Rochendaal was een landhuis te Bevingen, gelegen aan Bevingen-Centrum.
Het kasteel werd gebouwd in 1881 in opdracht van Jean Henri Paul Ulens, die advocaat was en van 1876-1891 burgemeester van Sint-Truiden. Het wit bepleisterde gebouw is in neoclassicistische stijl en het bezit een torentje van vier verdiepingen.
Toen de Duitse bezetter tijdens de Tweede Wereldoorlog het Fliegerdorf bouwde op het kasteeldomein, maakte het kasteel daar onderdeel van uit. Ook na de Bevrijding behield het zijn militaire bestemming: eerst zetelden de Amerikanen er, waarna het een opleidingsinstituut van de Belgische Luchtmacht werd. Dit instituut werd echter in 1996 gesloten. Daarna bleven de militairen er oefenen, terwijl een deel van het nabijgelegen Fliegerdorf tevens als asielzoekerscentrum werd gebruikt. Het kasteeltje raakte in verval.
In 2012 werd bekendgemaakt dat op het voormalige kasteeldomein 300 woningen zouden worden gebouwd, gelegen in een park van 16 ha met onder meer visvijvers. Het kasteeltje zou worden gerestaureerd. Op 13 september 2017 werd het kasteel vernield door een brand.